# Aaron B. Wildavsky
Aaron B. Wildavsky (* 31. Mai 1930 in Brooklyn; † 4. September 1993 in Oakland) war ein US-amerikanischer Politikwissenschaftler, der 1985/86 als Präsident der American Political Science Association (APSA) amtierte. Zu diesem Zeitpunkt war er Professor an der University of California, Berkeley.
Wildavsky besuchte das Brooklyn College, studierte mit einem Fulbright-Stipendium an der australischen University of Sydney und schloss sein Studium 1958 an der Yale University ab. Von 1958 bis 1962 lehrte Wildavsky am Oberlin College. 1962 wurde er Professor für Politikwissenschaft und Public Policy an der University of California, Berkeley. In seinen Veröffentlichungen beschäftigte er sich vor allem mit der staatlichen Haushaltspolitik und dem Präsidentenamt in den USA.
1973 wurde Wildavsky in die American Academy of Arts and Sciences gewählt. Für 1996 wurde ihm posthum in der Kategorie ideas improving world order der Grawemeyer Award zugesprochen.
Nach ihm ist der Aaron Wildavsky Enduring Contribution Award benannt.

## Schriften (Auswahl)
- mit Nelson W. Polsby: Presidential elections. Strategies and structures of American politics. 10. Aufl. Chatham House Publishers, New York 2000, ISBN 1-889119-26-1.

- mit Yoram Hazony: Moses as Political Leader. Jerusalem 2005, ISBN 978-9-657-05231-0 (zuerst 1984).
- Culture and social theory. Transaction Publishers, New Brunswick 1998, ISBN 1-56000-275-1.
- Federalism and political culture. Transaction Publishers, New Brunswick 1998, ISBN 1-56000-316-2.
- Assimilation versus separation. Joseph the administrator and the politics of religion in Biblical Israel. Transaction Publishers, New Brunswick 1993, ISBN 1-56000-081-3.
- mit Joseph White: The deficit and the public interest. The search for responsible budgeting in the 1980s. University of California Press, Berkeley 1991, ISBN 0-520-07650-8.
- mit John Clark: The moral collapse of communism. Poland as a cautionary tale. ICS Press, San Francisco 1991, ISBN 1-55815-121-4.
- The beleaguered presidency. Transaction Publishers, New Brunswick 1991, ISBN 0-88738-401-3.
- The rise of radical egalitarianism. American University Press, Washington D.C. 1991, ISBN 1-879383-01-2.
- The new politics of the budgetary process. 2. Aufl. Scott, Foresman, Glenview, Ill. 1988, ISBN 0-673-39754-8.
- Searching for safety. Transaction Books, New Brunswick 1988, ISBN 0912051175.
- The nursing father. Moses as a political leader. University of Alabama Press, University, Ala. 1984, ISBN 0-8173-0169-0.
- mit Ellen Tenenbaum: The politics of mistrust. Estimating American oil and gas resources. Sage, Beverly Hills 1981, ISBN 0-8039-1582-9.
- The art and craft of policy analysis. Macmillan, London 1980, ISBN 0-333-27347-8.
- How to limit government spending. University of California Press, Berkeley, Calif. 1980, ISBN 0-520-04227-1.
- mit Judith V. May (Hrsg.): The Policy Cycle. Beverly Hills, London 1978, ISBN 978-0-8039-0826-0.
- mit Hugh Heclo: The private government of public money. Community and policy inside British politics. Macmillan, London 1975.
- Budgeting. A comparative theory of budgetary processes. Little, Brown, Boston 1975, ISBN 978-0-316-94038-2.
- Revolt against the masses, and other essays on politics and public policy. Basic Books, New York 1971, ISBN 0-465-06949-5.